# Haukisaari (ö i Kuhmois, Haukkasalo)
Haukisaari är en liten ö i Finland. Den ligger i sjön Päijänne och i kommunen Kuhmois i den ekonomiska regionen  Jämsä och landskapet Mellersta Finland, i den södra delen av landet, 170 km norr om huvudstaden Helsingfors. Öns area är 2 hektar och dess största längd är 230 meter i nord-sydlig riktning.